# Charles Daniels

Charles Meldreum Daniels (Dayton, Ohio, 24. ožujka 1885. – Carmel Valley, Kalifornija, 8. kolovoza 1973.), američki plivač.
Višestruki je olimpijski pobjednik u plivanju, a 1965. godine primljen je u Kuću slavnih vodenih sportova.